# Charlie van den Ouweland
Charlie van den Ouweland (Gilze, 1 oktober 1981) is een voormalig Nederlandse profvoetballer. Hij speelde bij verschillende clubs uit de ere- en eerste divisie.
Hij begon zijn voetbalcarrière bij FC Den Bosch. Op 19 augustus 2002 maakte hij zijn debuut in de uitwedstrijd tegen ADO Den Haag, toen hij in de tweede helft inviel. De wedstrijd eindigde in een 3-1 verlies. Hij maakte deel uit van de selectie die in het seizoen 2003/04 onder leiding van trainer-coach Gert Kruys rechtstreekse promotie wist af te dwingen naar de eredivisie. Na drie seizoenen ging hij naar Roda JC, waar hij verhuurd werd aan FC Zwolle. Ook dit jaar kon hij niet rekenen op een basisplaats en werd hij verhuurd aan FC Dordrecht, waar hij wel een basisplaats heeft. Zodoende kwam hij nog nooit in actie voor Roda JC. Voor aanvang van het seizoen 2007-2008 toonde Fortuna Sittard concrete interesse in Van Den Ouweland. In eerste instantie kwamen de partijen niet tot een overeenkomst, maar 2 dagen voor de eerste wedstrijd van Fortuna slaagde de club er toch in om Charlie van den Ouweland voor 2 jaar te contracteren. Ouweland sloot zijn carrière in 2012 af bij FC Oss. Hierna ging hij in de hoofdklasse voor Leonidas spelen. Hij begon een voetgolf bedrijf en speelde ook voor het Nederlands strandvoetbalteam waarmee hij in 2012 deelnam aan het Europees kampioenschap en in 2013 aan het wereldkampioenschap.
Hij is de broer van voetballer Joep van den Ouweland.

## Clubstatistieken
| Seizoen | Club            | Duels | Goals | Competitie     |
| ------- | --------------- | ----- | ----- | -------------- |
| 2002/03 | FC Den Bosch    | 24    | 2     | Eerste divisie |
| 2003/04 | FC Den Bosch    | 36    | 6     | Eerste divisie |
| 2004/05 | FC Den Bosch    | 33    | 4     | Eredivisie     |
| 2005/06 | Roda JC         | 0     | 0     | Eredivisie     |
| 2005/06 | FC Zwolle       | 13    | 1     | Eerste divisie |
| 2006/07 | FC Dordrecht    | 38    | 2     | Eerste divisie |
| 2007/08 | Fortuna Sittard | 26    | 0     | Eerste divisie |
| 2008/09 | Fortuna Sittard | 32    | 4     | Eerste divisie |
| 2009/10 | Fortuna Sittard | 12    | 0     | Eerste divisie |
| 2010/11 | RBC Roosendaal  | 6     | 0     | Eerste divisie |
| 2011/12 | FC Oss          | 20    | 0     | Eerste divisie |
| Totaal  | Totaal          | 240   | 19    |                |